# Kalmakanda
Kalmakanda är ett underdistrikt i Bangladesh. Det ligger i den nordöstra delen av landet, 160 km norr om huvudstaden Dhaka.
Runt Kalmakanda är det tätbefolkat, med 790 invånare per kvadratkilometer.